# Вибратор (техника)
Вибратор — техническое устройство (машина), использующая в своей работе вибрационные процессы.
В аэромеханике — источник возмущений среды (как правило — слабых)
В металлургии — формовочная машина, уплотняющая формовочную землю частыми ударами опоки.
В дорожном строительстве — машина для уплотнения грунта